# رادیو اقتصاد
رادیو اقتصاد رادیویی است که به‌طور تخصصی به موضوع تجارت و اقتصاد می‌پردازد. این رادیو بر روی موج FM، فرکانس ۹۸ به صورت ۲۴ ساعته برنامه دارد. این رادیو با حمایت وزارت صنعت، معدن و تجارت فعالیت خود را شروع کرد و اکنون تحت نظارت سازمان صدا و سیمای جمهوری اسلامی ایران است. سید محمدرضا صالحی مدیر شبکه رادیویی اقتصاد است.

## اهداف رادیو اقتصاد
شبکه رادیویی اقتصاد در کنار ده‌ها شبکه عمومی و اختصاصی دیگر در سه حوزه آموزشی، اطلاع‌رسانی و نظریه‌پردازی فعالیت دارد.
· بررسی و تبیین نظام مالی و بانکی کشور
· معرفی مراکز، شوراها، اتحادیه‌ها و صنوف اقتصادی کشور
· فرهنگ‌سازی در زمینه مصرف بهینه و صرفه‌جویی انرژی
· معرفی و حمایت از تولیدات به ویژه تولیدات صادرات محور
· فرهنگ‌سازی به منظور افزایش بهره‌وری
· بررسی و تبیین الگوی مصرف
· فرهنگ‌سازی به منظور رشد اقتصادی در جهت افزایش تولید سرانه، اشتغال و تأکید بر خودکفایی محصولات کشاورزی
· ترویج فرهنگ کار، زمینه‌سازی برای بهبود فضای کسب و کار و ایجاد محیط رقابتی برای مشارکت‌های مردمی
· فرهنگ‌سازی در جهت حمایت و هدایت سرمایه ایرانی و نقدینگی
· بسترسازی، هماهنگی، تعامل و همکاری با فعالان و بخش‌های مختلف اقتصادی در حوزه کار و سرمایه
· معرفی و حمایت از تولیدات صادرات محور
· فرهنگ‌سازی در جهت مدیریت صحیح مصرف
· ارائه الگوی سبک زندگی ایرانی اسلامی
· زمینه‌سازی در جهت رشد اقتصادی کشور
· معرفی ظرفیت‌های صادراتی کشور
· توسعه فرهنگ کارآفرینی و اشتغالزایی
· معرفی شبکه‌های جمع‌آوری و پردازش اطلاعات اقتصادی
· تبیین سیاست‌های حمایتی از تولیدکنندگان بخش‌های فعال اقتصادی کشور
· افزایش سطح آگاهی‌های اقتصادی
· افزایش مهارت‌های صنعتی
· بررسی راهکارهای افزایش بهره‌وری
· معرفی تسهیلات فنی و اعتباری کانون‌های اقتصادی کشور
· طرح و بررسی سطح انتظارات و مطالبات اقتصادی مردم از مسئولان
· معرفی و تکریم فعالان اقتصادی، سرمایه‌گذاران مولد و کارآفرین
· رصد و دیده‌بانی و انعکاس فضای اقتصاد داخلی و بین‌المللی
· تنویر افکار عمومی، شفاف‌سازی و اطلاع‌رسانی با پخش اخبار، رویدادها و تحولات اقتصادی و ارائه آمارهای مختلف حوزه‌های صنعتی، تجاری، بازرگانی، کشاورزی و اقتصادی
· زمینه‌سازی در جهت تقویت و توجه به فناوری، تکنولوژی‌ها و صنایع نوین
· رصد، شناسایی و انعکاس اختراعات و ابتکارات داخلی
· ارتباط پیوسته با نهادها و کانون‌ها به منظور طرح نظرات و دیدگاه‌های نخبگان اقتصادی کشور
· تبیین مبانی اقتصاد اسلامی و ترویج مفاهیم اسلامی در حوزه اقتصاد
· معرفی و تبیین اخلاق کسب و کار
· معرفی فرصت‌ها و بازارهای مناسب برای سرمایه‌گذاری داخلی و خارجی

## تاریخچه
افتتاح رادیو اقتصاد با هدف اطلاع‌رسانی بیشتر در حوزه اقتصادی انجام گرفت.
این شبکه در تاریخ ۲۹ مهر ۱۳۸۶ با حضور معاون صدا، معاون وزیر امور اقتصادی و دارایی، معاون پارلمانی رئیس‌جمهور و تعدادی از مدیران شبکه‌های رادیویی و نمایندگان رسانه‌های جمعی در استودیوی شماره هشت ساختمان شهدا شروع به کار کرد.
نظریه‌پردازی، اطلاع‌رسانی و آموزش از ویژگی‌های رادیو اقتصاد است و در همین راستا تعامل با نخبگان اقتصادی از ضروریات برنامه سازی در این رادیوی تخصصی ذیل صدای جمهوری اسلامی ایران محسوب می‌شود.

## گروه برنامه سازان
- گروه حکمرانی اقتصادی
- گروه اقتصاد و جامعه
- گروه کسب و کار و کارآفرینی[۳]

## برنامه‌ها
- رهیافت: بررسی و ریشه یابی مهمترین مسائل و مشكلات اقتصادی روز و ارائه راهكارهای عملیاتی.[۷]
- به قید فوریت: مجله تخصصی پیگیری مشكلات كسب و كارها با كمك صاحب نظران امر.[۸]